# Ludwig Guttmann

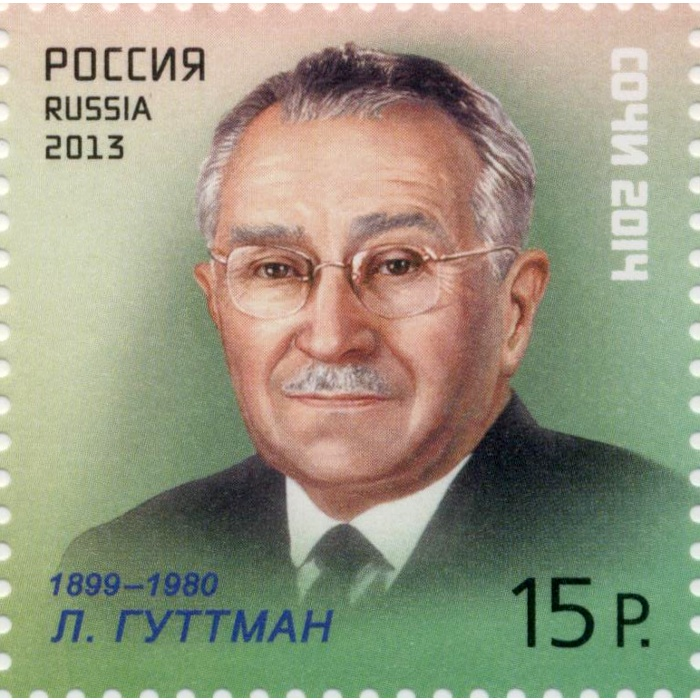
Ludwig Guttmann

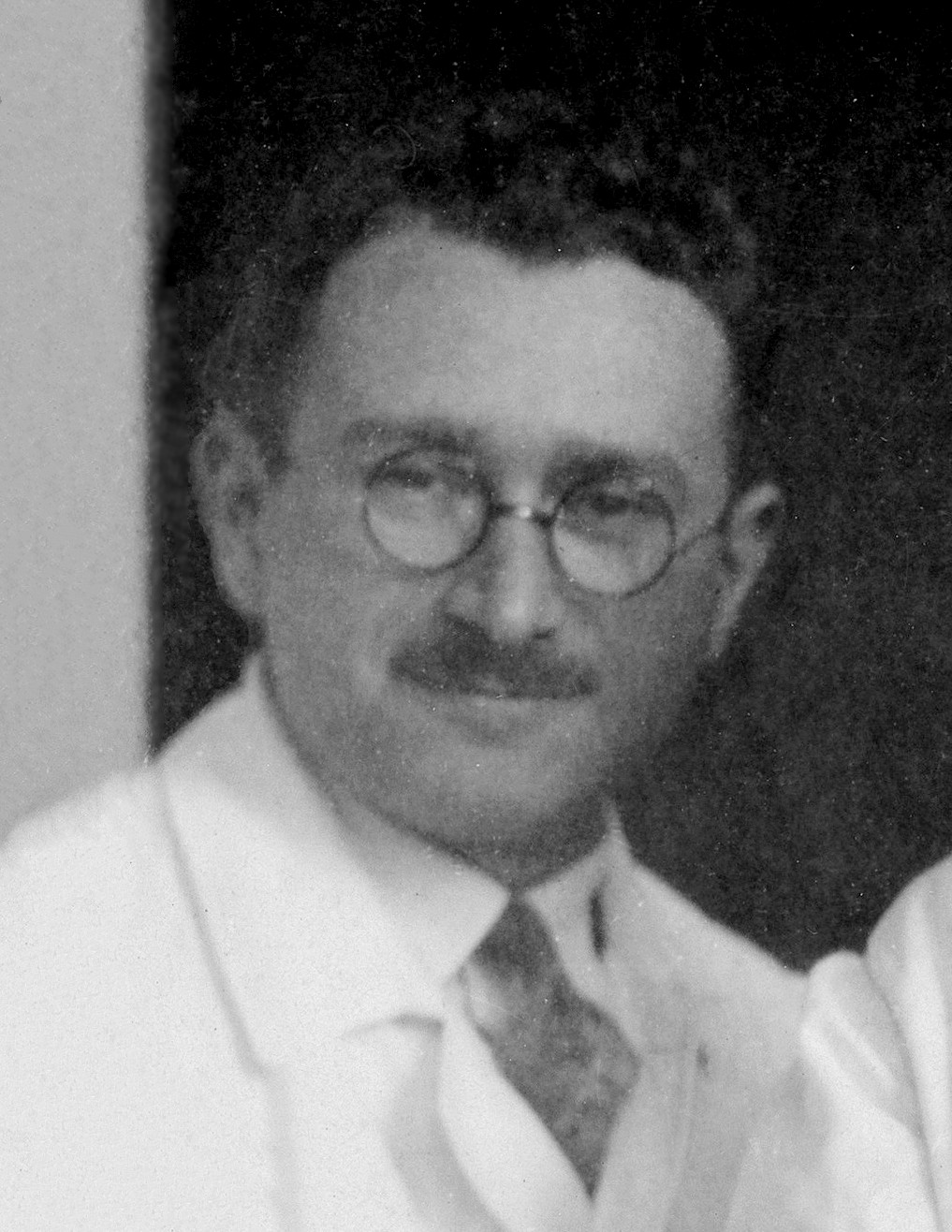
Ludwig Guttmann

Sir Ludwig Guttmann, CBE (* 3. Juli 1899 in Tost, Kreis Tost-Gleiwitz, Provinz Schlesien, Deutsches Reich; † 18. März 1980 in Aylesbury, Buckinghamshire, Vereinigtes Königreich) war ein Neurologe und Neurochirurg. In der Zeit des Nationalsozialismus emigrierte er nach England und schuf dort die Grundlagen für die Behandlung Querschnittgelähmter. Er war Förderer des Behindertensports und Begründer der Paralympischen Spiele.

## Leben
Als Ludwig Guttmann drei Jahre alt war, zog seine Familie nach Königshütte. 1917 legte er dort sein Abitur am humanistischen Gymnasium ab. Anschließend wurde er zum Militärdienst einberufen. Ab 1918 studierte er Medizin in Breslau, ab 1919 an der Albert-Ludwigs-Universität Freiburg und an der Julius-Maximilians-Universität Würzburg und er wurde 1924 approbiert. Er war Mitglied im Kartell-Convent der Verbindungen deutscher Studenten jüdischen Glaubens (K.C.) und Mitgründer des deutsch-jüdischen Wanderbundes „Kameraden“. Anschließend arbeitete er in der Neurologischen Klinik in Breslau, wo er sich 1930 im Fach Neurologie habilitierte. 1933 wurde er Facharzt für Neurologie und im selben Jahr von seinem Posten als Chefarzt am Wenzel-Hancke-Krankenhaus in Breslau aufgrund des nationalsozialistischen Berufsverbots für Juden entlassen.
Anschließend arbeitete er als Oberarzt in der Abteilung für Neurologie am Jüdischen Krankenhaus Breslau weiter, 1937 wurde er zudem Direktor des Krankenhauses. Am 9. November 1938, während der Judenverfolgungen der Reichspogromnacht, gewährte er dort 64 Juden Zuflucht. Guttmann lernte von dem Pionier der Neurochirurgie Otfried Foerster an dessen Forschungsinstitut in Breslau, der ihn 1939 zu seinem ersten Assistenten machte.
Im gleichen Jahr 1939 konnte er nach Großbritannien fliehen. Zwischen 1939 und 1943 war er in der Neurochirurgischen Abteilung in Nuffield tätig. 1943 erhielt er von der britischen Regierung den Auftrag, das National Spinal Injuries Centre als erste Spezialklinik für Wirbelsäulenverletzte im Stoke Mandeville Hospital in Aylesbury aufzubauen. Die Initiative ging von der Royal Air Force aus, um die Behandlung und Rehabilitation der wirbelsäulenverletzten Piloten zu gewährleisten, „die häufig beim Landeanflug mit ihren durch Beschuss beschädigten Bombern abstürzten“.
Bis 1967 war er Direktor der Klinik. Guttmann entwickelte bis heute gültige Methoden zur Behandlung von Querschnittgelähmten. Gleichzeitig förderte er die sportliche Betätigung von Behinderten in diesem Zentrum.
Erstmals 1948 führte er die Stoke Mandeville Games für Behinderte durch. Im Gründungsjahr der Spiele nahmen 16 kriegsversehrte Männer und Frauen mit Rückenmarksverletzungen an diesen teil. Die Teilnehmer maßen sich im Bogenschießen. 1952 beteiligten sich bereits 130 Sportler aus verschiedenen Ländern an den Wettkämpfen. 1956 erhielt Ludwig Guttmann den Fearnley Cup als Würdigung seines Beitrags zur Förderung der olympischen Idee.
1960 war Guttmann am Ziel, in Rom wurden erstmals die Paralympischen Spiele durchgeführt. Diese finden seitdem meist nach den Olympischen Spielen in derselben Stadt statt.
Am 15. Februar 1961 gründete Guttmann die British Sports Association for the Disabled (Britischer Behindertensportverband).
Guttmann erhielt hohe britische und internationale Auszeichnungen, er wurde 1966 in Großbritannien als Knight Bachelor in den Adelsstand erhoben und erhielt in Deutschland das Große Verdienstkreuz mit Stern. Nach ihm ist auch das Ludwig-Guttmann-Haus der Orthopädischen Universitätsklinik Heidelberg benannt.
Ab Mitte der 1960er Jahre wurde er auch wieder in Deutschland aktiv, zunächst als Berater des Bundesarbeitsministeriums und für den Hauptverband der gewerblichen Berufsgenossenschaften. Besonders war er beratend am Aufbau eines ersten Zentrums für Querschnittverletzte in Deutschland tätig und war entscheidend bei der Errichtung der Abteilung für Rückenmarkverletzte an der Berufsgenossenschaftlichen Unfallklinik Murnau beteiligt, bei deren Einweihung 1969 er auch einen Gastvortrag hielt.

## Ludwig-Guttmann-Preis
Der Ludwig-Guttmann-Preis der Deutschsprachigen Medizinischen Gesellschaft für Paraplegie e. V. „wird für eine hervorragende wissenschaftliche Arbeit auf dem Gebiet der umfassenden Rehabilitation Querschnittgelähmter und der damit verbundenen Forschung verliehen“.

## Ehrungen

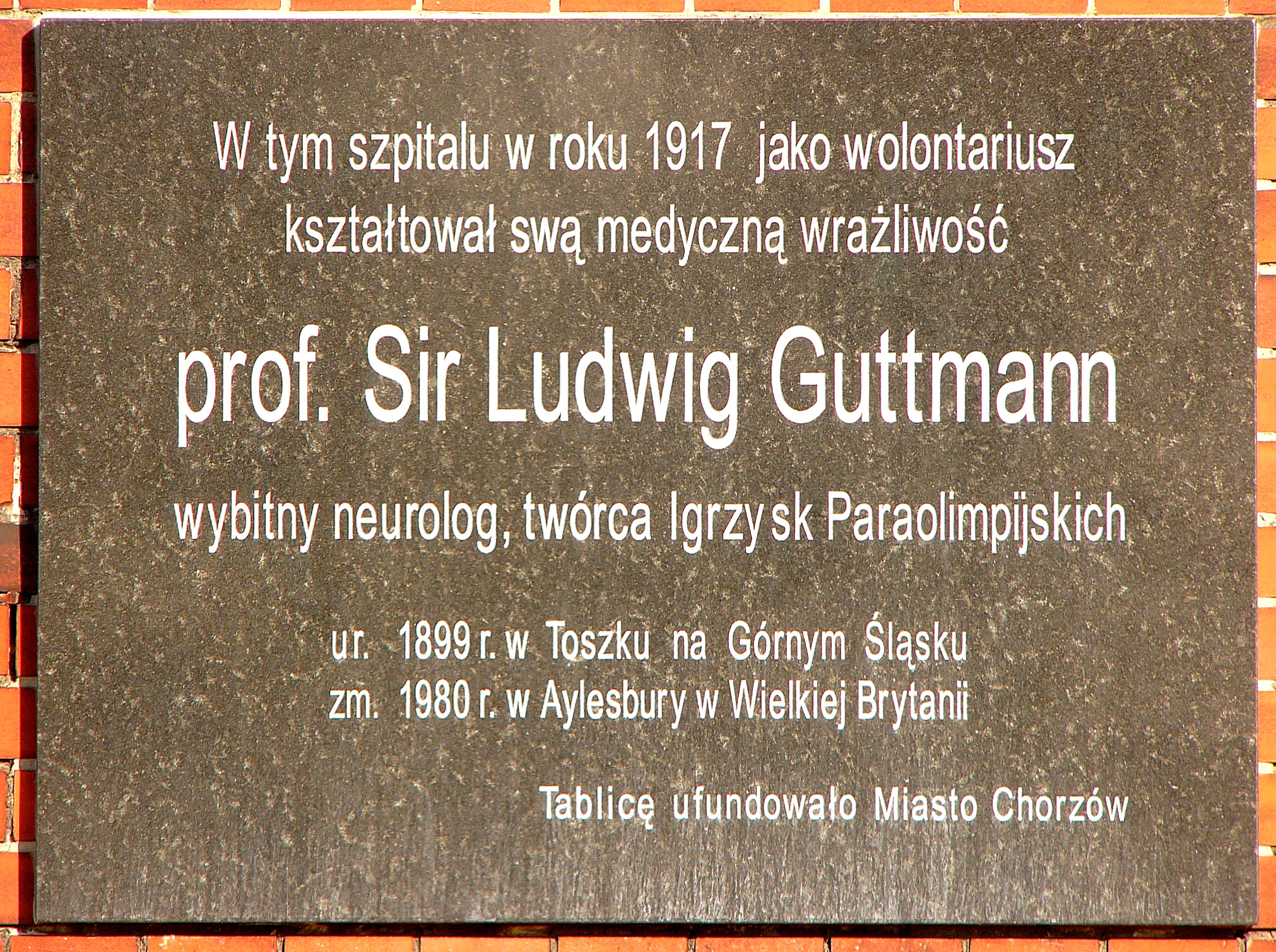
Gedenktafel für Ludwig Guttmann an der Wand des Krankenhauses in Chorzów, in dem Guttmann als Pfleger gearbeitet hat

- Großes Verdienstkreuz mit Stern der Bundesrepublik Deutschland[7]
- Der Begründer der ersten Rehabilitationsklinik für Querschnittgelähmte in Spanien Mr. Guillermo González Gilbey, der selbst unter Querschnittlähmung litt und in England bei Ludwig Guttmann große Fortschritte erzielte, benannte 1965[15] diese Klinik in Barcelona Institut Guttmann.[16]
- 1966 wurde Ludwig Guttmann von Queen Elizabeth The Queen Mother zum Ritter geschlagen.[17]
- Die BBC drehte über das Leben von Guttmann ein Doku-Drama The Best of Men, das am 16. August 2012 zum ersten Mal ausgestrahlt wurde.[5]
- Papst Johannes XXIII. würdigte Guttmann als den „Coubertin der Behinderten“.[18]
- In Ludwigshafen am Rhein wurde die Straße, an der die Berufsgenossenschaftliche Unfallklinik Ludwigshafen liegt, nach Ludwig Guttmann benannt.
- Auch Heidelberg würdigte ihn mit einer Ludwig-Guttmann-Straße auf dem Gelände der SRH, der ursprünglichen Stiftung Rehabilitation Heidelberg, deren SRH Hochschule Heidelberg bis Anfang 1991 ausschließlich Studierende mit Behinderungen aufnahm. Während der Paralympischen Spiele 1972 dienten die dortigen Einrichtungen der SRH den ca. 1.000 Sportlern, damals ausschließlich Rollstuhlfahrer, als olympisches Dorf.[19]
- Im badischen Karlsbad wurde ein Sonderpädagogisches Bildungs- und Beratungszentrum für Kinder und Jugendliche mit Körperbehinderung, die Ludwig Guttmann Schule Karlsbad, ebenso nach ihm benannt wie die Guttmannstraße, an der die Schule liegt.[20]
- Seine Heimatstadt Tost ehrte Guttmann 2007 durch die Benennung einer Straße.
- 2014: Aufnahme in die Hall of Fame des deutschen Sports.
- 2021 wurde Guttmann von der Suchmaschine Google mit einem Doodle geehrt.[21]

## Schriften (Auswahl)
- Die Schweißsekretion des Menschen in ihren Beziehungen zum Nervensystem. In: Zeitschrift für die gesamte Neurologie und Psychiatrie. Bd. 135 (Dezember 1931), S. 1–48, doi:10.1007/BF02864049
- Motorische und vegetative Grenzzonenreflexe bei Läsionen peripherer und zentraler Abschnitte des Nervensystems. In: Zeitschrift für die gesamte Neurologie und Psychiatrie. Bd. 147 (Dezember 1933), S. 291–307, doi:10.1007/BF02870448.
- Otfried Foerster, Ludwig Guttmann: Cerebrale Komplikationen bei Thrombangiitis obliterans In: Archiv für Psychiatrie und Nervenkrankheiten. Bd. 100 (1933), S. 506–511, doi:10.1007/BF01814753.
- The Place of Our Spinal Paraplegic Fellow-Man in Society: A Survey on 2000 Patients (= Dame Georgina Buller Memorial Lecture. 1959).
- Franz Karl Kessel, Ludwig Guttmann, Georg Maurer: Verletzungen der Wirbelsäule und des Rückenmarks. Verletzungen der peripheren Nerven. (= Neuro-Traumatologie mit Einschluß der Grenzgebiete Band 2). Urban & Schwarzenberg, München 1971, ISBN 3-541-01341-9.
- Spinal Cord Injuries: Comprehensive Management and Research. Blackwell, Oxford 1973, ISBN 0-632-09680-2.
- Sport and Recreation for the Mentally and Physically Handicapped. In: The Journal of the Royal Society for the Promotion of Health. Bd. 93 (1973), S. 208–221.
- Textbook of Sport for the Disabled. HM+M, Aylesbury 1976, ISBN 0-85602-055-9.
  - Übersetzung: Sport für Körperbehinderte. Urban & Schwarzenberg, München 1979, ISBN 3-541-08911-3.